# 7-я гвардейская штурмовая авиационная дивизия
 7-я гварде́йская штурмо́вая авиацио́нная Де́бреценская Краснознамённая диви́зия (7-я гв. шад) — воинское соединение Вооружённых сил ВВС РККА в Великой Отечественной войне.

## Наименования дивизии
- 204-я смешанная авиационная дивизия;
- 232-я штурмовая авиационная дивизия;
- 7-я гвардейская штурмовая авиационная дивизия;
- 7-я гвардейская штурмовая авиационная Дебреценская дивизия;
- 7-я гвардейская штурмовая авиационная Дебреценская Краснознаменная дивизия;
- 135-я гвардейская штурмовая авиационная Дебреценская Краснознаменная дивизия;
- 135-я гвардейская авиационная Дебреценская Краснознаменная дивизия истребителей-бомбардировщиков;
- Войсковая часть (Полевая почта) 49685.

## Создание
За показанные образцы мужества и героизма 232-я штурмовая авиационная дивизия 3 сентября 1943 года Приказом НКО СССР переименована в 7-ю гвардейскую штурмовую авиационную дивизию.

## Переименование дивизии
- 7-я гвардейская штурмовая авиационная Дебреценская Краснознаменная дивизия 20 февраля 1949 года Директивой Генерального штаба ВС СССР от 10 января 1949 года была переименована в 135-ю гвардейскую штурмовую авиационную Дебреценскую Краснознаменную дивизию[2];
- 135-я гвардейская штурмовая авиационная Дебреценская Краснознаменная дивизия 11 апреля 1956 года была передана в состав вновь созданной истребительно-бомбардировочной авиации и стала именоваться 135-я гвардейская авиационная Дебреценская Краснознаменная дивизия истребителей-бомбардировщиков.

## Расформирование дивизии
В связи с сокращением Вооруженных Сил СССР в эпоху развития ракетной техники 135-я гвардейская авиационная Дебреценская Краснознаменная дивизия истребителей-бомбардировщиков в 1960 году была расформирована.

## В действующей армии
В составе действующей армии:
- с 03 сентября 1943 года по 04 января 1944 года;
- с 10 апреля 1944 года по 11 мая 1945 года.

## Командование

### Командиры дивизии
| Звание                                         | Имя                           | Период                  | Примечание |
| ---------------------------------------------- | ----------------------------- | ----------------------- | ---------- |
| полковник                                      | Алексей Георгиевич Вальков    | 03.09.1943 — 16.05.1944 |            |
| подполковник, с 26.10.44 г. полковник          | Григорий Петрович Шутеев      | 06.1944 — 10.1946       |            |
| ?                                              |                               |                         |            |
| полковник, с 31.05.54 г. генерал-майор авиации | Григорий Прокофьевич Покоевой | 01.1950 — 12.1954       |            |

### Заместитель командира дивизии
- Полковник Аввакумов Михаил Васильевич[4], период нахождения в должности: с июня 1943 года по декабрь 1943 года

### Начальник штаба
- Дземешкевич Адам Станиславович

### В составе соединений и объединений
| Объединение                                                                              | Период                  |
| ---------------------------------------------------------------------------------------- | ----------------------- |
| 1-я Воздушная армия Западного фронта                                                     | 05.05.1942 — 10.10.1942 |
| 2-й штурмовой авиационный корпус Авиации Резерва Ставки ВГК                              | 10.10.1942 — 12.11.1942 |
| 2-й штурмовой авиационный корпус 3-я Воздушная Армия Калининского фронта                 | 12.11.1942 — 01.1943    |
| 2-й штурмовой авиационный корпус 14-я Воздушная Армия Калининского фронта                | 01.1943 — 03.1943       |
| 2-й штурмовой авиационный корпус 3-я Воздушная Армия Калининского фронта                 | 03.1943 — 06.1943       |
| 2-й штурмовой авиационный корпус 1-я Воздушная армия Западного фронта                    | 06.1943 — 04.01.1944    |
| 2-й штурмовой авиационный корпус Авиации Резерва Ставки ВГК                              | 04.01.1944 — 10.04.1944 |
| 2-й штурмовой авиационный корпус 5-я Воздушная армия 2-го Украинского фронта             | 10.04.1944 — 27.10.1944 |
| 3-й гвардейский штурмовой авиационный корпус 5-я Воздушная армия 2-го Украинского фронта | 27.10.1944 — 11.05.1945 |
| 3-й гвардейский штурмовой авиационный корпус 17-я Воздушная армия Южная группа войск     | 11.05.1945 — 10.06.1945 |

## Боевой состав

### Боевой состав с 1942 года по 1956 год
| Части                                        | Период                  | Примечание                   |
| -------------------------------------------- | ----------------------- | ---------------------------- |
| 130-й гвардейский штурмовой авиационный полк | 03.09.1943 — 01.08.1956 | переименован в 642-й гв. шап |
| 131-й гвардейский штурмовой авиационный полк | 03.09.1943 — 01.01.1948 | убыл в 5-ю гв. шад           |
| 132-й гвардейский штурмовой авиационный полк | 03.09.1943 — 20.02.1949 | переименован в 749-й гв. шап |
| 749-й гвардейский штурмовой авиационный полк | 20.02.1949 — 01.08.1956 | расформирован                |
| 95-й гвардейский штурмовой авиационный полк  | 01.01.1948 — 01.08.1956 | расформирован                |
| 642-й гвардейский штурмовой авиационный полк | 20.02.1949 — 01.08.1956 | стал отдельным полком        |

### Боевой состав на 09 мая 1945 года
- 130-й гвардейский штурмовой авиационный полк (Ил-2)
- 131-й гвардейский штурмовой авиационный полк (Ил-2)
- 132-й гвардейский штурмовой авиационный полк (Ил-10)

В 1948 году произошла замена 131-го гвардейского штурмового полка на 95-й гвардейский штурмовой полк.

### Боевой состав на 1949 год
- 642-й гвардейский штурмовой авиационный полк (переименован из 130-го гвардейского штурмового авиационного полка
- 95-й гвардейский штурмовой авиационный полк (прибыл на замену 131-го гв. шап)
- 749-й гвардейский штурмовой авиационный полк (переименован из 132-го гв. шап

### Боевой состав на 1950 год
- 95-й гвардейский штурмовой авиационный полк (Ил-10)
- 642-й гвардейский штурмовой авиационный полк (Ил-10)
- 749-й гвардейский штурмовой авиационный полк (Ил-10)

## Дивизия входила в состав
- 2-й штурмовой авиационный корпус 10.1942 — 10.1944
- 3-й штурмовой авиационный корпус 10.1944 — 01.1949
- 63-й гвардейский штурмовой авиационный корпус 01.1949 — 08.1956

## Участие в операциях и битвах

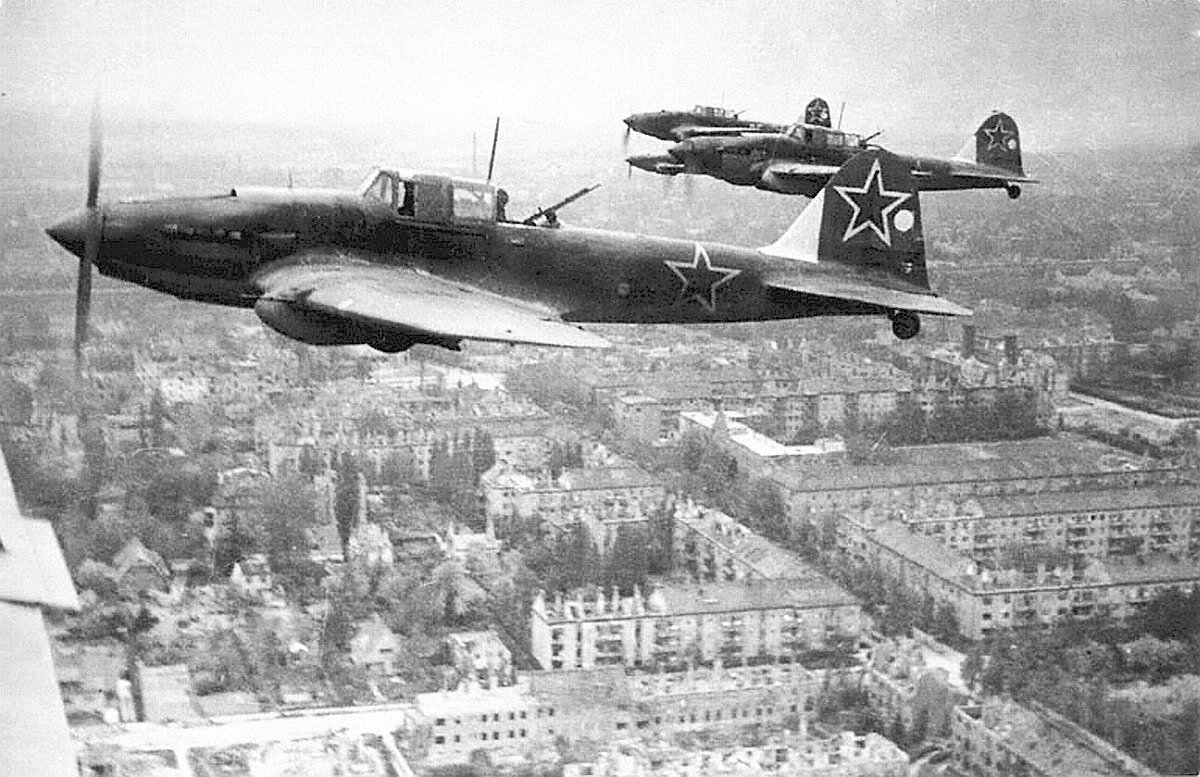
Ил-2 в небе Берлина

- Смоленская стратегическая наступательная операция «Суворов» с 3 сентября 1943 года по 2 октября 1943 года
  - Ельнинско-Дорогобужская наступательная операция с 3 сентября 1943 года по 6 сентября 1943 года
  - Смоленско-Рославльская Операция с 15 сентября 1943 года по 2 октября 1943 года
- Наступательная операция на Оршанском направлении, с 12 октября 1943 года по 2 декабря 1943 года
- Днепровско-Карпатская стратегическая наступательная операция
  - Уманско-Ботошанская наступательная операция — с 10 по 17 апреля 1944 года.
- Ясско-Кишиневская операция с 20 августа 1944 года по 29 августа 1944 года
- Дебреценская операция с 6 октября 1944 года по 28 октября 1944 года
- Бухарестско-Арадская наступательная операция с 30 августа 1944 года по 3 октября 1944 года
- Будапештская стратегическая наступательная операция с 29 октября 1944 года по 13 февраля 1945 года
  - Кечкемет-Будапештская наступательная операция с 19 октября 1944 года по 10 декабря 1944 года
  - Сольнок-Будапештская наступательная операция с 19 октября 1944 года по 10 декабря 1944 года
  - Ньиредьхаза-Мишкольцкая наступательная операция с 1 ноября 1944 года по 31 декабря 1944 года
  - Эстергом-Комарновская наступательная операция с 20 декабря 1944 года по 15 января 1945 года
  - Штурм Будапешта с 27 декабря 1944 года по 13 февраля 1945 года
- Венская стратегическая наступательная операция с 13 марта 1945 года по 15 апреля 1945 года
  - Дьерская наступательная операция с 13 марта 1945 года по 4 апреля 1945 года
- Пражская наступательная операция с 6 мая 1945 года по 11 мая 1945 года
  - Йиглаво-Бенешовская наступательная операция с 6 мая 1945 года по 11 мая 1945 года
- Банска-Быстрицкая наступательная операция с 16 февраля 1945 года по 8 мая 1945 года
- Братиславско-Брновская наступательная операция с 25 марта 1945 года по 5 мая 1945 года

## Почётные наименования
- 7-й гвардейской штурмовой авиационной дивизии за овладение городами Орадя и Дебрецен присвоено почетное наименование «Дебреценская»[5]
- 130-му гвардейскому штурмовому авиационному полку присвоено почетное наименование «Братиславский»[6]
- 131-му гвардейскому штурмовому авиационному полку присвоено почетное наименование «Будапештский»[7]

## Награды
- 7-я гвардейская штурмовая авиационная дивизия Указом Президиума Верховного Совета награждена орденом «Боевого Красного Знамени».
- 130-й гвардейский штурмовой авиационный полк Указом Президиума Верховного Совета награждён орденом «Боевого Красного Знамени»
- 131-й гвардейский штурмовой авиационный полк Указом Президиума Верховного Совета награждён орденом «Суворова III степени»
- 132-й гвардейский штурмовой авиационный полк Указом Президиума Верховного Совета награждён орденом «Александра Невского»
- 132-й гвардейский штурмовой авиационный полк за образцовое выполнение заданий командования в боях с немецкими захватчиками при овладении городами Яромержице, Зноймо, Голлабрун, Штоккерау и проявленные при этом доблесть и мужество Указом Президиума Верховного Совета СССР от 4 июня 1945 года награждён орденом «Богдана Хмельницкого II степени»[8].

## Благодарности Верховного Главнокомандующего
Верховным Главнокомандующим дивизии объявлены благодарности:
- За овладение городами Яссы, Тыргу-Фрумос и Унгены[9]
- За овладение городам Дебрецен[10]
- За овладение городом Ньиредьхаза[11]
- За овладение городом Будапешт[12]
- За овладение Эстергом, Несмей, Фельше-Галла, Тата, а также заняли более 200 других населенных пунктов[13]
- За овладение городами Дьер и Комаром[14].
- За овладение городами Комарно, Нове-Замки, Шураны, Комьятице, Врабле — сильными опорными пунктами обороны немцев на братиславском направлении[15]
- За овладение городами Мадьяровар и Кремница[16]
- За овладение важным промышленным центром и главным городом Словакии Братислава — крупным узлом путей сообщения и мощным опорным пунктом обороны немцев на Дунае[17]
- За овладение городами Малацки, Брук, Прьевидза, Бановце[18]
- За овладение городам городом Брно[19]
- За овладение городами Яромержице и Зноймо и на территории Австрии городами Голлабрунн и Штоккерау — важными узлами коммуникаций и сильными опорными пунктами обороны немцев[20].

## Герои Советского Союза

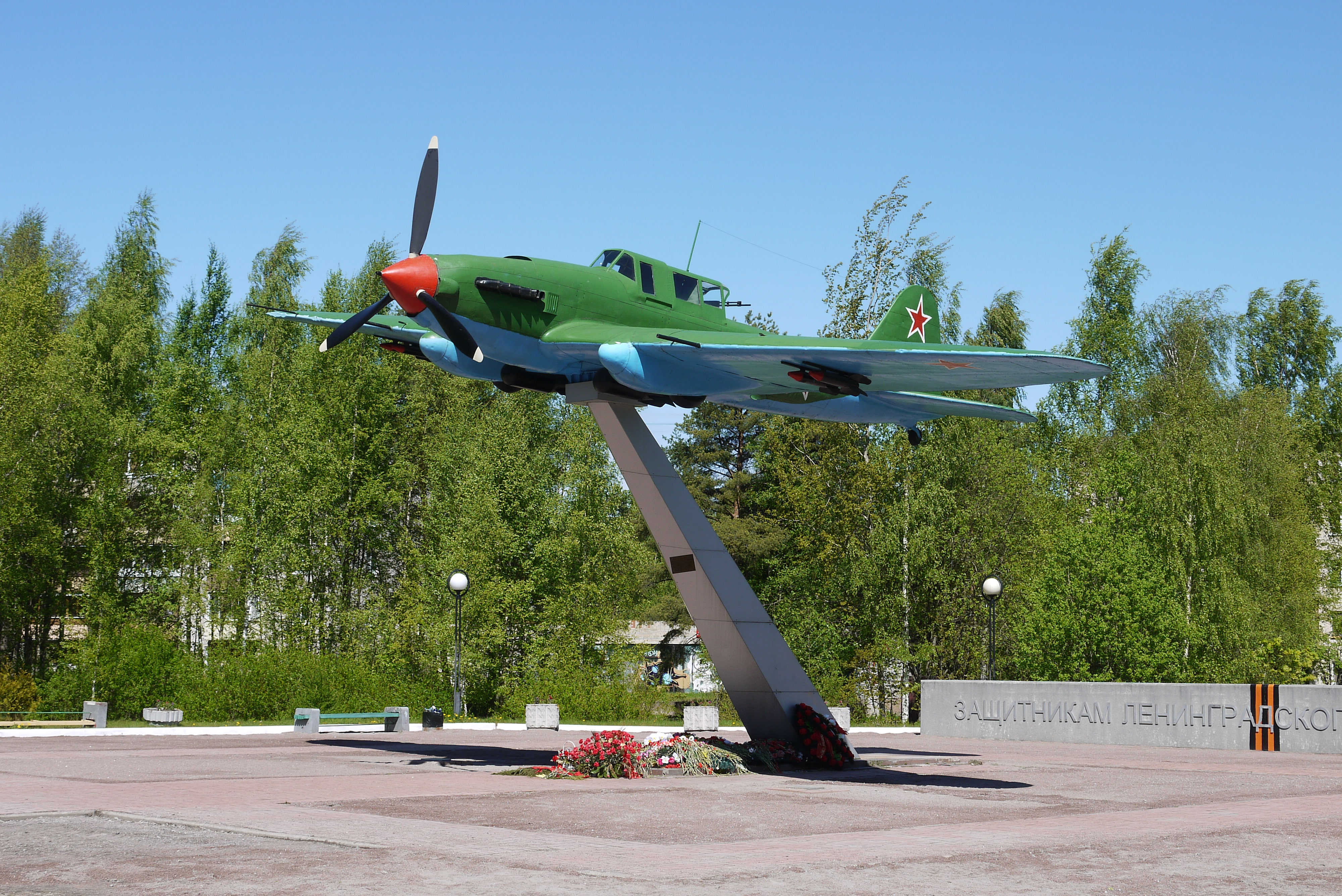
Памятник в Лебяжье

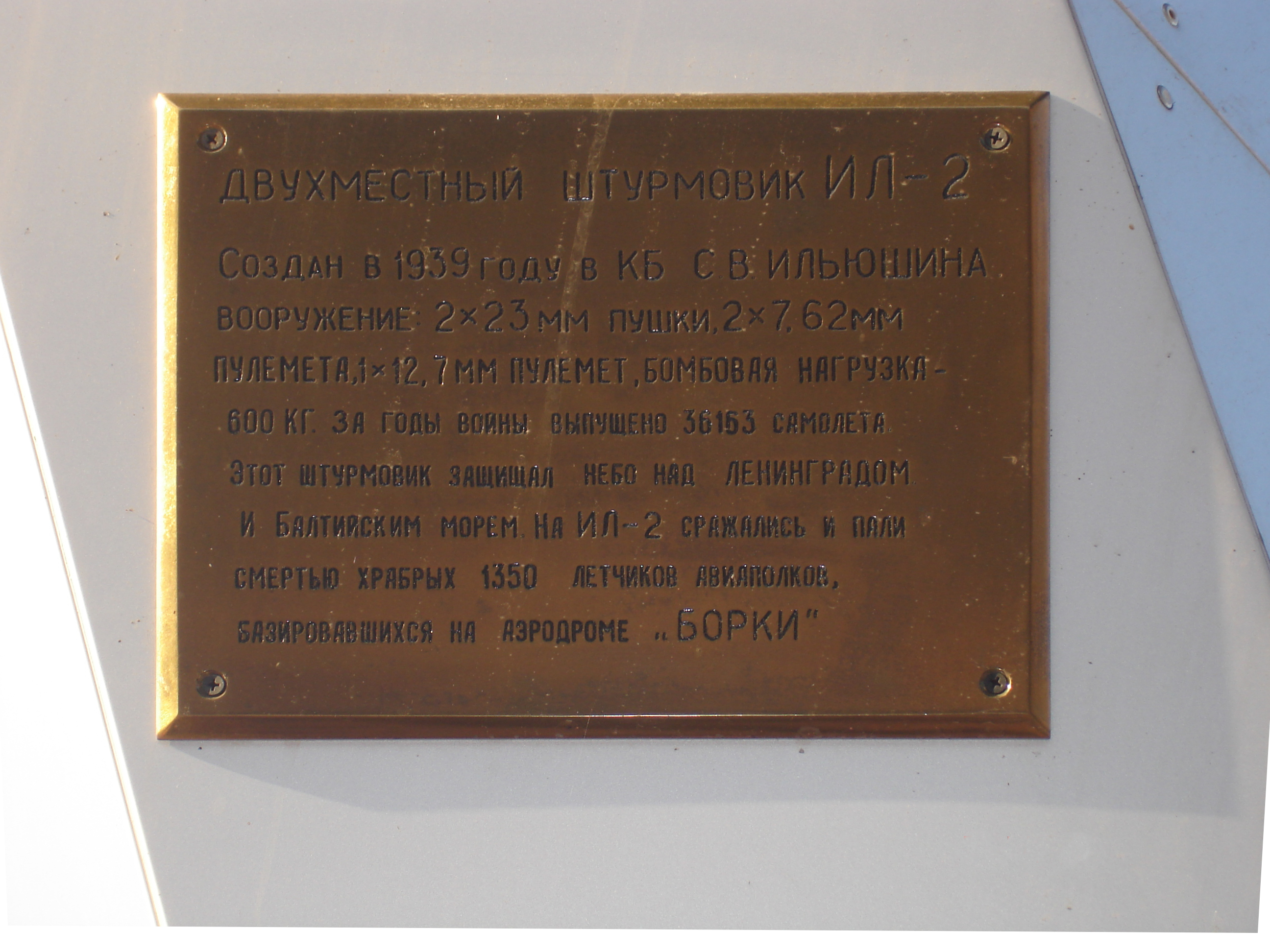
Мемориальная доска

- Белоконь Кузьма Филимонович, гвардии капитан, лётчик 132-го гвардейского штурмового авиационного полка 7-й гвардейской штурмовой авиационной дивизии 3-го гвардейского штурмового авиационного корпуса 5-й Воздушной армии Указом Президиума Верховного Совета СССР 24 октября 1944 года удостоен звания Герой Советского Союза. Золотая Медаль № 4852.
- Клевцов Иван Васильевич, гвардии лейтенант, заместитель командира эскадрильи 131-го гвардейского штурмового авиационного полка 7-й гвардейской штурмовой авиационной дивизии 3-го гвардейского штурмового авиационного корпуса 5-й Воздушной армии Указом Президиума Верховного Совета СССР 15 мая 1946 года удостоен звания Герой Советского Союза. Золотая Звезда № 9020.
- Никитин Михаил Егорович, гвардии старший лейтенант, командир эскадрильи 131-го гвардейского штурмового авиационного полка 7-й гвардейской штурмовой авиационной дивизии 3-го гвардейского штурмового авиационного корпуса 5-й Воздушной армии Указом Президиума Верховного Совета СССР 15 мая 1946 года удостоен звания Герой Советского Союза. Золотая Медаль № 8993.
- Самоделкин Виктор Михайлович, гвардии капитан, командир эскадрильи 130-го гвардейского штурмового авиационного полка 7-й гвардейской штурмовой авиационной дивизии 3-го гвардейского штурмового авиационного корпуса 5-й Воздушной армии Указом Президиума Верховного Совета СССР 15 мая 1946 года удостоен звания Герой Советского Союза. Золотая Медаль № 6903.

## Воздушный таран
Литвинов, Фёдор Иванович — младший лейтенант, командир звена 230-го штурмового авиационного полка 15 января 1943 г. на Ленинградском фронте таранным ударом штурмовика сбил вражеский истребитель, произвел посадку. Награждён орденом Отечественной войны 1 степени.

## Память
- в посёлке Лебяжьем Ленинградской области установлен памятник «Защитникам ленинградского неба». На постаменте на центральной улице посёлка — Приморской улице, установлен самолёт Ил-2 (заводской номер 5370). Самолёт Ил-2 был найден в 1978 году на дне озера Белое у деревни Костуя аквалангистами ДОСААФ, после чего был поднят на поверхность вместе с останками членов его экипажа. Самолёт был восстановлен силами преподавателей и курсантов Ломоносовского военного авиационно-технического училища и установлен на территории училища. Установлено, что это самолёт принадлежал 704-му штурмовому авиаполку 232-й штурмовой авиадивизии (в последующем 7-я гвардейская), пропал без вести 18 февраля 1943 года в ходе выполнения боевого задания во время Операции «Искра» по прорыву Блокады Ленинграда. Установлен экипаж: летчик младший лейтенант Виктор Николаевич Шишковец и воздушный стрелок младший сержант Василий Фёдорович Данилов. Экипаж был торжественно захоронен 22 августа 1979 года на мемориале «Берёзовая Аллея» в городе Любани[21].

## Базирование дивизии
| Период                  | Место базирования                  |
| ----------------------- | ---------------------------------- |
| 05.1945 — 06.07.1945    | Фишаменд (Австрия)                 |
| 06.07.1945 — 01.01.1948 | Арад (Румыния)                     |
| 01.01.1948 — 17.10.1952 | Школьный (Одесса)                  |
| 17.10.1952 — 01.08.1956 | Подгородная (Николаевская область) |